# Helle Gotved
Helle Tyrsted Gotved f. Rasmussen (født 23. oktober 1912 på Frederiksberg, død 19. juni 2006 smst) var en dansk gymnastikpædagog og forfatter.
Helle Gotved, født Rasmussen, var datter af gymnastikdirektør Niels Hansen Rasmussen (1854-1924), der i 1898 lod Gymnastikhuset, Vodroffsvej 51 på Frederiksberg, opføre med P.V. Jensen-Klint som arkitekt, bygget af murermester E. Rothe (1859-1933), og Niels Larsen Stevns har udført træskærerarbejderne. Huset, der er fredet, blev i 2009 restaureret med fondsstøtte.
Helle Gotved overtog i 1932 Gymnastikhuset, den senere Gotvedskolen, og blev senere i samme årti stærkt påvirket af Hinrich Medaus metoder med krop og bevægelse og udviklede på baggrund af dette den såkaldte Gotved-gymnastik.